# Kleinkagen
Kleinkagen (auch Oberkagen) ist ein Ortsteil der sächsischen Gemeinde Käbschütztal im Landkreis Meißen.

## Geographie
Kleinkagen liegt nordwestlich der Kreisstadt Meißen nahe der Kreisstraße 8070 Richtung Meißen/Lommatzsch. Kleinkagen ist einer der nördlichsten Ortsteile Käbschütztals. Straßen führen von Ort aus nach Großkagen und Nimtitz mit dem Kieswerk Nimtitz. Über nicht befestigte Wege ist Kleinkagen mit Käbschütz verbunden. Der Ort besteht aus etwas mehr als zehn Häusern und hat eine Bushaltestelle.
An Kleinkagen grenzen die Gemarkungen der Orte Großkagen im Norden, Pröda im Nordosten, Mohlis im Südosten, Nimtitz im Süden, Käbschütz im Westen und Mettelwitz im Nordwesten. Bis auf Mettelwitz, das zu Leuben-Schleinitz gehört, sind alle umliegenden Orte Teil der Gemeinde Käbschütztal.

## Geschichte
Der Ort wurde erstmals im Jahr 1205 als in utroque Kagan urkundlich erwähnt. Im Jahr 1378 gehörte Kleinkagen zum Castrum Meißen in der gleichnamigen Markgrafschaft Meißen. Die Grundherrschaft übte das Rittergut Schieritz aus. Ab Mitte des 16. Jahrhunderts war das Dorf zum Erbamt Meißen, später zum gleichnamigen Amt und Gerichtsamt gehörig. Ab 1875 wird eine Zugehörigkeit Kleinkagens zur Amtshauptmannschaft Meißen angegeben.
Um den Weiler Kleinkagen erstreckte sich 1900 eine 108 Hektar große Blockflur. Die Haupterwerbstätigkeit der Bevölkerung im Dorf stellte die Landwirtschaft dar. Kirchlich war Kleinkagen ins Kloster St. Afra gepfarrt. Aus den selbstständigen Gemeinden Kleinkagen, Großkagen, Mohlis, Nimtitz, Priesa, Pröda und Tronitz wurde am 1. November 1935 die neue Gemeinde Kagen gebildet, die nach Ende des Zweiten Weltkriegs Teil der Sowjetischen Besatzungszone und später der DDR wurde. Nachdem die Amtshauptmannschaften 1939 in Landkreise umbenannt wurden, folgte in der Kreisreform 1952 eine Neugliederung des Landes. Kagen und seine Ortsteile wurden dem Kreis Meißen im Bezirk Dresden zugeschlagen. Es folgten ab dem 1. Januar 1969 zwei Neugliederungen im Tal der Käbschütz. Zuerst schloss sich Kagen mit der Gemeinde Jahna und ihren Ortsteilen zu Jahna-Kagen zusammen. Diese Gemeinde vereinigte sich zum 1. März 1974 mit Löthain zu Jahna-Löthain.
Nach Wende und Wiedervereinigung wurde Kleinkagen Teil des neugegründeten Freistaates Sachsen und verblieb vorerst im Landkreis Meißen. In der Kreisreform 1994 wurde der Landkreis Meißen-Radebeul (ab 1996 Landkreis Meißen) aus dem alten Gebiet des Kreises Meißen und Teilen des Kreises Dresden-Land gebildet, dem Klinkagen bis 2008 angehörte. Ebenfalls 1994 vereinigten sich Jahna-Löthain, Krögis und Planitz-Deila zur neuen Großgemeinde Käbschütztal mit 37 Ortsteilen. Diese Gemeinde ist seit dem 1. August 2008 Teil des in der Kreisreform Sachsen 2008 aus Landkreis Meißen und Landkreis Riesa-Großenhain gebildeten dritten Landkreises Meißen.

### Entwicklung der Einwohnerzahl
| Jahr | Einwohnerzahl                |
| ---- | ---------------------------- |
| 1551 | 5 besessene Mann, 6 Inwohner |
| 1764 | 6 besessene Mann, 5 Häusler  |
| 1834 | 77                           |
| 1871 | 72                           |
| 1890 | 81                           |
| 1910 | 89                           |
| 1925 | 90                           |